# Dove si vola
Re matto – drugi minialbum włoskiego piosenkarza Marco Mengoniego wydany 3 grudnia 2009 roku nakładem wytwórni Sony Music. 
Płyta promowana była przez singel o tym samym tytule i uzyskała status platynowej płyty w kraju za osiągnięcie wyniku ponad 70 tys. sprzedanych egzemplarzy. Krążek dotarł do dziewiątego miejsca włoskiej listy najczęściej kupowanych płyt.

## Tło i wydanie
W grudniu 2009 roku Mengoni wygrał trzecią edycję włoskiej wersji formatu X-Factor. Tuż po wygraniu talent show na krajowym rynku ukazał się debiutancki minialbum piosenkarza zawierający siedem utworów, w tym pięć piosenek, które wykonawca zaśpiewał podczas udziału w programie oraz dwie jego autorskie kompozycje.

## Lista utworów
Spis sporządzono przy użyciu materiału źródłowego:
| Nr | Tytuł utworu              | Oryginalny wykonawca     | Autor(zy)                                                              | Długość |
| -- | ------------------------- | ------------------------ | ---------------------------------------------------------------------- | ------- |
| 1. | „Dove si vola”            |                          | Bungaro, Saverio Grandi                                                | 3:58    |
| 2. | „Man in the Mirror”       | Michael Jackson          | Glen Ballard, Siedah Garrett                                           | 4:06    |
| 3. | „Psycho Killer”           | Talking Heads            | David Byrne, Chris Frantz, Tina Weymouth                               | 3:20    |
| 4. | „Insieme a te sto bene”   | Lucio Battisti           | Lucio Battisti, Mogol                                                  | 3:19    |
| 5. | „L’amore si odia”         | Noemi z Fiorellą Mannoią | Diego Calvetti, Marco Ciappelli                                        | 2:52    |
| 6. | „Almeno tu nell’universo” | Mia Martini              | Bruno Lauzi, Maurizio Fabrizio                                         | 4:04    |
| 7. | „Lontanissimo da te”      |                          | Piero Calabrese, Massimo Calabrese, Roberto Procaccini, Marco Del Bene | 3:32    |
|    |                           |                          |                                                                        | 25:11   |

## Notowania i certyfikaty
| Kraj   | Lista (2010)  | Najwyższe miejsce |
| ------ | ------------- | ----------------- |
| Włochy | Album Top 100 | 9                 |

| Kraj   | Rok  | Najwyższe miejsce |
| ------ | ---- | ----------------- |
| Włochy | 2009 | 47                |
| Włochy | 2010 | 61                |

### Certyfikaty
| Kraj   | Certyfikat | Sprzedaż |
| ------ | ---------- | -------- |
| Włochy | Platyna    | 70 000   |